# Lu Ji

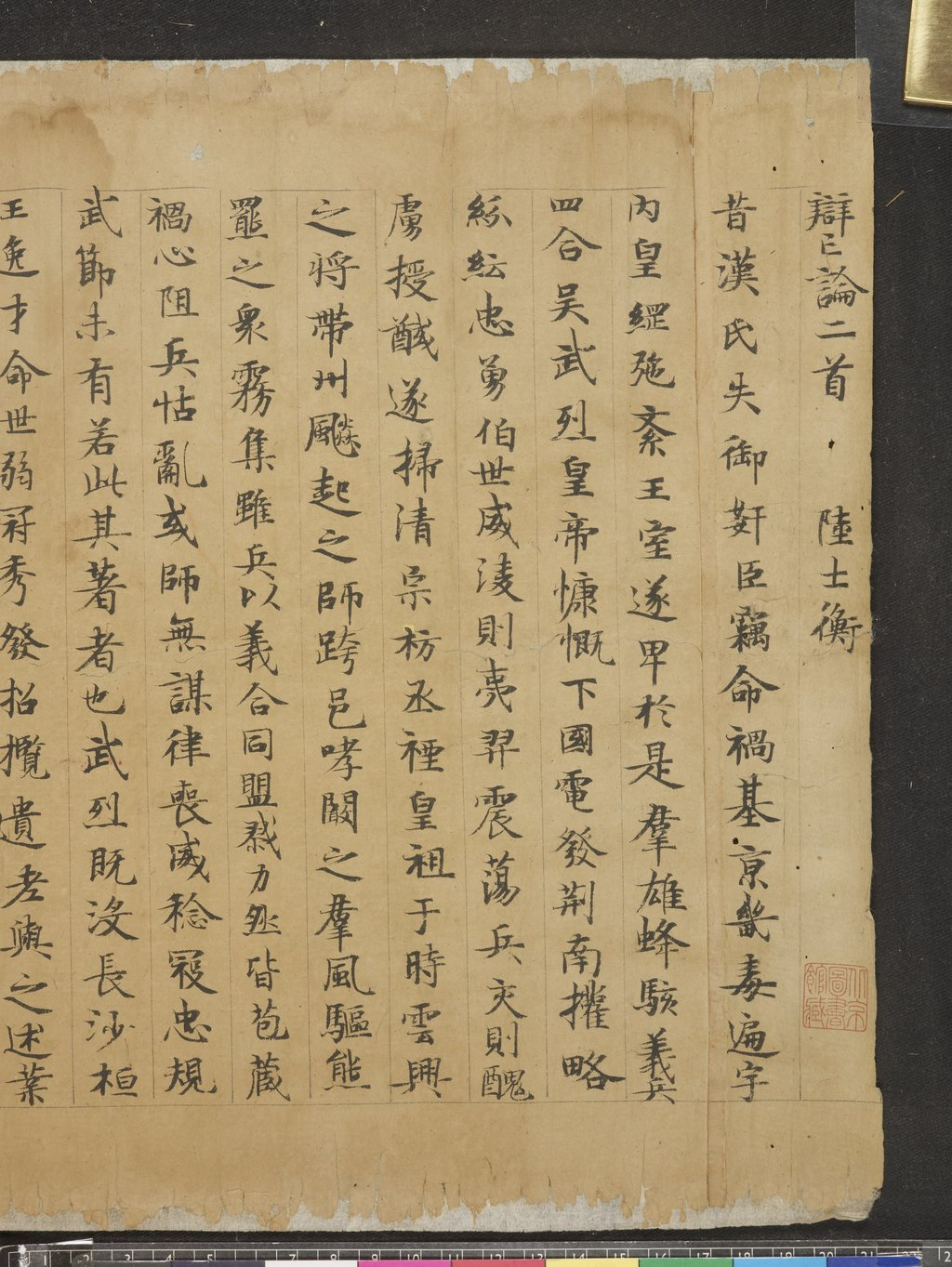
Pergamino que contiene Sobre la caída de los estados, una obra de Lu Ji

Lu Ji (陸機, 261 - 303) escritor chino. Fue poeta y autor del texto Wen Fu (文賦), una pieza de crítica literaria sobre los principios de la composición.
Lu Ji era un descendiente directo de los fundadores de la dinastía Wu del Este e hijo del general Lu Kang. Después de que la dinastía Wu fuera subyugada por la dinastía Jin en 280, él junto con su hermano Lu Yun se trasladó a la capital, Luoyang, donde llegó a alcanzar un lugar prominente en la literatura y la política y fue nombrado presidente de la universidad imperial. A partir de la experiencia de ese viaje compuso dos de sus poemas más célebres, ambos con el título "Por el camino a Luoyang". 
Demasiado brillante para la comodidad de sus celosos contemporáneos, en 303, junto con sus dos hermanos y sus dos hijos, fue condenado a  muerte por un falso cargo de alta traición.